# 諾拉亞·巴克塔姆揚
諾拉亞·巴克塔姆揚（1970年11月1日—）是一名亞美尼亞男子射擊運動員，曾代表國家參加2012年倫敦奧運的10公尺空氣步槍及50公尺手槍項目，並未獲得獎牌。